# Pazifischer Rand

Länder des Pazifischen Rand in blau

Geologischer Pazifischer Feuerring

Der Pazifische Rand (englisch Pacific Rim), auch Pazifischer Raum, umfasst die Länder mit Küstengebieten am Pazifischen Ozean, einschließlich der Pazifikinseln. Der Pazifische Rand überschneidet sich weitgehend mit dem geologischen Pazifischen Feuerring. Die Region Asien-Pazifik stimmt in weiten Teilen mit dem Pazifischen Rand überein und wird inzwischen manchmal auch als Synonym verwendet.
Der Begriff wird häufig in der Wirtschaftsgeografie verwendet und nimmt dabei auf diese Weltregion mit großer Bedeutung in der Weltwirtschaft und im Welthandel Bezug.

## Länder und Gebiete des Pazifischen Rands
Dies ist eine Liste von Ländern, die im Allgemeinen als Teil des Pazifischen Rands angesehen werden, da sie am Pazifischen Ozean liegen. Länder und Gebiete sind von Norden nach Süden und von Westen nach Osten geordnet.

### Ozeanien
- Ozeanien (souveräne Staaten)
  -  Föderierte Staaten von Mikronesien
  -  Marshallinseln
  -  Palau
  -  Kiribati
  -  Papua-Neuguinea
  -  Salomonen
  -  Nauru
  -  Tuvalu
  -  Australien
  -  Vanuatu
  -  Fidschi
  -  Samoa
  -  Tonga
  -  Neuseeland
- Ozeanien (bewohnte abhängige Gebiete)
  -  Vereinigtes Königreich
    -  Pitcairninseln

  -  Australien
    -  Norfolkinsel

  -  Frankreich
    -  Neukaledonien
    -  Wallis und Futuna
    -  Französisch-Polynesien

  -  Chile
    - Osterinsel

  -  Neuseeland
    -  Tokelau
    -  Niue
    -  Cookinseln

  -  Vereinigte Staaten (Überseegebiete)
    -  Nördliche Marianen
    -  Guam
    -  Amerikanisch-Samoa

  -  Vereinigte Staaten (Bundesstaaten)
    -  Hawaii

### Amerika
- Nordamerika
  -  Kanada
  -  Vereinigte Staaten
  -  Mexiko
  -  Costa Rica
  -  El Salvador
  -  Guatemala
  -  Honduras
  -  Nicaragua
  -  Panama
- Südamerika
  -  Kolumbien
  -  Ecuador
  -  Peru
  -  Chile

### Asien
- Russland
- Ostasien
  -  Volksrepublik China
  -  Nordkorea
  -  Südkorea
  -  Japan
  -  Taiwan
- Südostasien
  -  Vietnam
  -  Kambodscha
  -  Thailand
  -  Malaysia
  -  Singapur
  -  Osttimor
  -  Philippinen
  -  Indonesien
  -  Brunei

## Wirtschaft
Mit dem rasanten wirtschaftlichen Wachstum in den Tigerstaaten und der Volksrepublik China in der zweiten Hälfte des 20. Jahrhunderts wurde die Region zu einem Zentrum der Weltwirtschaft. Im Welthandel nimmt der pazifische Raum eine dominante Stellung ein. Unter den zehn größten Häfen nach Containerumschlag lag 2020 nur der Hafen Rotterdam nicht in der Region. Mit Freihandelsabkommen wie der Trans-Pacific Partnership oder der Regional Comprehensive Economic Partnership soll die ökonomische Integration vertieft werden. Als gemeinsames Kooperationsforum der Länder der Region fungiert die Asiatisch-Pazifische Wirtschaftsgemeinschaft.